# Jeździectwo na Letnich Igrzyskach Olimpijskich Młodzieży 2010
Jeździectwo na Letnich Igrzyskach Olimpijskich Młodzieży 2010 odbyło się w dniach 18 - 24 sierpnia w Singapore Turf Riding Club w Singapurze. Zawodnicy rywalizowali w dwóch konkurencjach skoków (indywidualnej i drużynowej). Konkurs drużynowy nie był wliczany do klasyfikacji medalowej. W zawodach ogółem wystartowało 30 zawodników.

## Program
| Data        | Godzina | Wydarzenie                      |
| ----------- | ------- | ------------------------------- |
| 13 sierpnia | 15:00   | Pierwsza inspekcja koni         |
| 16 sierpnia | 9:30    | Trening skoków                  |
| 18 sierpnia | 9:30    | Konkurs drużynowy - runda 1     |
| 20 sierpnia | 9:30    | Konkurs drużynowy - runda 2     |
| 20 sierpnia | 11:15   | Konkurs drużynowy - dogrywka    |
| 21 sierpnia | 12:00   | Druga inspekcja koni            |
| 22 sierpnia | 9:30    | Konkurs indywidualny - runda A  |
| 24 sierpnia | 9:30    | Konkurs indywidualny - runda B  |
| 24 sierpnia | 11:05   | Konkurs indywidualny - dogrywka |

## Medale
| Konkurencja             | Złoto                                                                                      | Srebro                                                                             | Brąz                                                                                  |
| Skoki przez przeszkody  |                                                                                            |                                                                                    |                                                                                       |
| Indywidualnie szczegóły | Marcelo Chirico                                                                            | Mario Gamboa                                                                       | Dalma Rushdi H Malhas                                                                 |
| Drużynowo szczegóły     | Europa Martin Fuchs Wojciech Dahlke Valentina Isoardi Carian Scudamore Nicola Philippaerts | Australazja Zin Man Lai Jake Lambert Zhengyang Xu Sultan Al Tooqi Thomas McDermott | Afryka Yara Hanssen Zakaria Hamici Abduladim Mlitan Mohamed Abdalla Samantha McIntosh |